# Bettrechies
Bettrechies település Franciaországban, Nord megyében. Lakosainak száma 254 fő (2022. január 1.). Bettrechies Gussignies, Saint-Waast, Bellignies, La Flamengrie és Honnelles községekkel határos.

## Népesség
A település népességének változása:
| Lakosok száma | 252  | 254  | 257  | 252  | 255  | 257  | 259  | 258  | 254  |
|               | 2013 | 2015 | 2016 | 2017 | 2018 | 2019 | 2020 | 2021 | 2022 |